# Nude (cançó)
"Nude" fou el segon senzill extret de l'àlbum In Rainbows, setè disc d'estudi del grup britànic Radiohead. Malgrat ser llançada l'any 2008, la cançó fou composta durant el 1997 i la banda va interpretar-la en directe poc després, però no fou inclosa en cap àlbum fins deu anys després. Curiosament, als Estats Units fou la cançó més reeixida del grup des de "Creep" del 1993.

## Informació
No es coneix el moment en el qual Thom Yorke va escriure "Nude", però una versió de la cançó es va enregistrar durant unes sessions de gravació amb el productor Nigel Godrich. La cançó va causar bona sensacions a la banda i tenien previst incloure-la en l'àlbum OK Computer, però finalment van canviar d'opinió. Tanmateix, durant la gira mundial d'aquest àlbum van tocar la cançó i progressivament van anar canviant diferents detalls com els acords de la tornada, la melodia vocal o també algunes lletres. Durant aquesta etapa, la cançó encara no tenia un títol oficial i sovint va anar canviant de nom, per exemple "Neut" o "Big Ideas", el darrer suggerit pels mateixos seguidors. En el documental Meeting People is Easy, Yorke va bromejar amb el periodista Matt Pinfield que el títol complet era realment "Your Home Is At Risk If You Do Not Keep Up Repayments".
Després del 1998, Radiohead tenia planejat incloure la cançó en l'àlbum Kid A (2000) però finalment ho van declinar i tampoc la van afegir en els següents dos treballs. Durant aquesta època van interpretar la cançó en comptats concerts i generalment en acústic. Els membres de la banda seguien interessats en la cançó però fins al moment no havien aconseguit cap versió satisfactòria a l'estudi de gravació. L'any 2005, preparant en el nou treball junt a Mark Stent, la cançó fou inclosa en la llista de cançons en les quals volien treballar i ja oficialment amb el títol de "Nude". A principis de 2006, el grup va confirmar l'enregistrament de la cançó amb nous arranjaments que els havien convençut per incloure-la en el nou disc. Tot i que la versió inclosa finalment a In Rainbows fou diferent, Radiohead ja va interpretar la cançó en la majoria de concerts realitzats durant el 2006.
Per promocionar el seu llançament, van organitzar un concurs perquè els seguidors creessin les seves pròpies remescles de la cançó, que estigueren disponibles via descàrrega digital des de l'1 d'abril de 2008 a iTunes. El videoclip fou realitzat per l'humorista Adam Buxton i el director Garth Jennings, que ja havien realitzat el videoclip de l'anterior senzill "Jigsaw Falling Into Place". És un dels pocs videoclips de la banda que conté material de tots els membres i mostra els quatre integrants durant una actuació en slow motion.

## Llista de cançons
7"
1. "Nude"
2. "4 Minute Warning"[1]

CD
1. "Nude" − 4:17
2. "Down Is the New Up"[1] − 5:00
3. "4 Minute Warning" − 4:05